# Лоутер, Джеймс, 1-й виконт Алсуотер
Джеймс Уильям Лоутер, 1-й виконт Алсуотер (англ. James William Lowther, 1st Viscount Ullswater; 1 апреля 1855 — 27 марта 1949) — британский консервативный политик, спикер Палаты общин (1905—1921).

## Происхождение и образование
Родился 1 апреля 1855 года. Старший сын Достопочтенного Уильяма Лоутера (1821—1912), внук достопочтенного Генри Лоутера (1790—1867), второго сына Уильяма Лоутера, 1-го графа Лонсдейла (1757—1844). Его матерью была Шарлотта Элис Парк (? — 5 января 1908), младшая дочь Джеймса Парка, 1-го барона Уэнслидейла.
Джеймс Лоутер получил образование в Итонском колледже, Королевском колледже Лондона, где он получил степень младшего юриста, и в Тринити-колледже в Кембридже, где он изучал классическую литературу и право . Джеймс Лоутер стал адвокатом в 1879 году, в конечном итоге став членом коллегии адвокатов Иннер-Темпла в 1906 году.

## Политическая карьера
Джеймс Лоутер заседал в Палате общин Великобритании от Ратленда (1883—1885), Пенрита (1886—1918) и Пенрита и Кокермута (1918—1921).
Он был назначен 4-м комиссаром по благотворительности в 1887 году и занимал младшую министерскую должность в качестве парламентского заместителя министра иностранных дел с 1891 по 1892 год. Он был председателем Путей и средств, заместителем спикера с 1895 по 1905 год и спикером Палаты общин с 1905 по 1921 год.

## Другие государственные назначения
Джеймс Лоутер представлял Великобританию на Международной конференции в Венеции в 1892 году и на Международной конференции по эмиграции в Риме в 1924 году. Он был председателем Конференции спикеров по избирательной реформе в 1916—1917 годах, Конференции в Букингемском дворце (по разделу Ольстера) в 1914 году, Комиссий по границам (Великобритания и Ирландия) в 1917 году, Королевской комиссии по пропорциональному представительству в 1918 году, Конференции по деволюции в 1919 году, Королевской комиссии по лондонскому правительству в 1921—1922 годах; Комитета по политическим почестям в обзоре в 1923—1924 годах и Статутной комиссии по Кембриджскому университету в 1923 году; Совета по заработной плате в сельском хозяйстве с 1930 по 1940 год; Комитета лордов и общин по избирательной реформе в 1929—1930 годах; и Комитета по расследованию BBC в 1935 году.
Он занимал должности мирового судьи графств Камберленд и Саффолк.
Попечитель Британского музея с 1922 по 1931 год и попечитель Национальной портретной галереи с 1925 года. В 1907 году его портрет был написан Филиппом де Ласло.

## Почести
В 1898 году Джеймс Лоутер был принят в состав Тайного совета, а после выхода на пенсию с поста спикера в 1921 году получил титул виконта Алсуотера из Кэмпси-Эша в графстве Саффолк и в июле 1921 года был удостоен звания кавалера Большого креста ордена Бани . Он также имел степени доктора права Оксфордского университета, доктора права Кембриджского университета и доктора права Лидсского университета.

## Семья
1 марта 1886 года Джеймс Лоутер женился на Мэри Фрэнсис Бересфорд-Хоуп (? — 16 мая 1944), дочери дочери сэра Александра Джеймса Бересфорда Бересфорд-Хоупа и леди Милдред Арабеллы Шарлотты Гаскойн-Сесиль. У супругов было трое детей:
- Майор Достопочтенный Кристофер Уильям Лоутер (18 января 1887 — 7 января 1935), отец лейтенанта Джона Артура Лоутера (1910—1942) и дед Николаса Лоутера, 2-го виконта Алсуотера.
- Достопочтенный Артур Джеймс Бересфорд Лоутер (28 октября 1888 — 2 марта 1967)
- Достопочтенная Милдред Лоутер (1890[4] — 2 июля 1973).

Его правнук Николас Лоутер унаследовал титул виконта.